# Фламанзи
Фламанзи (рум. Flămânzi) град је у у североисточном делу Румуније, у историјској покрајини Молдавија. Фламанзи је четврти по важности град у округу Ботошани.
Фламанзи према последњем попису из 2002. има 11.799 становника.

## Географија
Град Фламанзи налази се у североисточном делу Румунске Молдавије. Од првог великог града, Јашија, Фламанзи је удаљен око 85 км северозападно.
Град је смештен у бреговитом подручју северне Молдавије, на приближно 100 метара надморске висине.

## Становништво
У односу на попис из 2002, број становника на попису из 2011. се смањио.
| 2002.  | 2011.  |
| ------ | ------ |
| 11.799 | 10.136 |

Румуни чине већину становништва Фламанзија, а од мањина присутни су само Роми.